# Songarica mollicularia
Songarica mollicularia är en fjärilsart som beskrevs av Eduard Friedrich Eversmann 1848. Songarica mollicularia ingår i släktet Songarica och familjen mätare. Inga underarter finns listade i Catalogue of Life.